# 마이크 트라우트
마이클 넬슨 트라웃(Michael Nelson Trout, 1991년 8월 7일 ~ )은 미국 출신의 야구 선수이자 메이저 리그에 소속되어 있는 로스앤젤레스 에인절스의 선수이다. 2014년, 2019년에는 아메리칸 리그 MVP에 선출되었으며, 2012년부터는 3년 연속으로 메이저 리그 올스타전에 선출되었다.
2009년에 있었던 MLB 드래프트에서 1라운드로 지명되었으며, 2011년에 메이저 리그 데뷔를 한다. 트라웃은 데뷔를 한 다음해인 2012년에 주전자리를 꿰찼으며, 3할 30홈런 30도루를 동시에 달성하여 만장일치로 아메리칸 리그 올해의 신인에 뽑힌다. 시즌 MVP 투표에서는 2012년과 2013년 2년 연속으로 2위를 차지하지만, 2014년에 수상을 해내며, 이와 함께 행크 아론 상도 수상한다. 소속팀인 로스앤젤레스 에인절스와는 2020년까지 연장계약을 맺는다.

## 어린 시절
트라웃은 1991년 8월 7일에 뉴저지주의 바인랜드에서 제프 트라웃과 데비 트라웃 사이에서 태어난다. 트라웃은 3남매중 막내로, 누나인 틸 트라웃과 형인 타일러 트라웃이 있다. 아버지인 제프 트라웃(1961년 1월 7일생)은 델라웨어 대학교에서 뛴 야구 선수였으며, 1983년에 있었던 MLB 드래프트에서는 5라운드로 미네소타 트윈스에게 지명을 받기도 한다. 리틀 리그에서 야구를 시작했으며, 주로 하는 포지션은 유격수였다. 등번호는 2번을 달고 다녔는데, 자신의 우상이었던 뉴욕 양키스의 유격수인 데릭 지터의 등번호였기 때문이다. 후에 고등학교에 들어가서는 등번호를 1번으로 바꾼다. 중학교는 레이크사이드 중학교를 나왔으며, 고등학교는 밀빌 시니어 고등학교를 나와서 2009년에 졸업한다.

## 경력

### 메이저리그 이전
2009년에 있었던 MLB 드래프트에서 1라운드 전체 25순위로 로스앤젤레스 에인절스에게 지명되어 입단한다.
2010년에는 마이너 리그 베이스볼에서 131경기에 출장하여, .341의 타율과 10개의 홈런, 56개의 도루를 기록하며, 올스타 퓨처스 게임에 선출된다.

### 로스앤젤레스 에인절스 오브 애너하임

#### 2011년
데뷔 첫 경기에서 무안타를 기록했다.
이후 부진으로 마이너에 강등되었다가 다시 콜업되며 시즌을 메이저리그에서 마쳤다.

## 수상 경력·달성 기록
- 아메리칸 리그 MVP 3회 : 2014년, 2016년, 2019년
- 메이저 리그 올스타전 선출 8회 : 2012년 ~ 2019년
- 메이저 리그 올스타전 MVP 2회 : 2014년 (한시즌에 올스타 MVP와 시즌 MVP를 동시에 수상한 것은윌리 맥코비 (1969), 스티브 가비 (1974), 로저 클레멘스 (1986), 칼 립켄 주니어 (1991년)에 이어서 메이저 리그 역대 5번째 기록), 2015년 (메이저 리그 역사상 2년 연속으로 올스타전 MVP를 수상한 것은 역대 최초)
- 아메리칸 리그 올해의 신인 : 2012년
- 아메리칸 리그 실버 슬러거 7회 : 2012년 ~ 2016년, 2018년~2019년
- 아메리칸 리그 행크 아론 상 2회 : 2014년, 2019년
- 아메리칸 리그 타점 1위 1회 : 2014년
- 아메리칸 리그 도루 1위 1회 : 2012년
- 사이클링 히트 1회 : 2013년 5월 21일 (아메리칸 리그 최연소 기록)
- 선수가 뽑은 최고의 선수상 1회 : 2014년
- 30홈런-30도루 1회 : 2012년 (메이저 리그 최연소 기록, 첫 신인 달성)
- 월간 MVP 5회 : 2012년 7월, 2014년 6월, 2015년 7월, 2017년 4월, 2018년 9월
- 이 달의 신인 4회 : 2012년 5월~8월
- 필딩 바이블 어워드 1회 : 2012년
- 하트 & 허슬 어워드 1회 : 2012년
- 15경기 연속 득점 (2012년 7월 5일 ~ 23일, 아메리칸 리그 신인 최고기록)

## 연도별 타격 성적
| 연 도          | 소 속          | 나 이          | 출 장 | 타 석 | 타 수 | 득 점 | 안 타 | 2 루 타 | 3 루 타 | 홈 런 | 타 점 | 도 루 | 도 실 | 볼 넷 | 삼 진 | 타 율 | 출 루 율 | 장 타 율 | O P S  | 루 타 | 병 살 타 | 몸 맞 | 희 타 | 희 플 | f W A R |
| -------------- | -------------- | -------------- | ----- | ----- | ----- | ----- | ----- | ------- | ------- | ----- | ----- | ----- | ----- | ----- | ----- | ----- | -------- | -------- | ------ | ----- | -------- | ----- | ----- | ----- | ------- |
| 2011           | LAA            | 20             | 40    | 135   | 123   | 20    | 27    | 6       | 0       | 5     | 16    | 4     | 0     | 9     | 30    | .220  | .281     | .390     | .672   | 48    | 2        | 2     | 0     | 1     | 0.7     |
| 2012           | LAA            | 21             | 139   | 639   | 559   | 129   | 182   | 27      | 8       | 30    | 83    | 49    | 5     | 67    | 139   | .326  | .399     | .564     | .963   | 315   | 7        | 6     | 0     | 7     | 10.1    |
| 2013           | LAA            | 22             | 157   | 716   | 589   | 109   | 190   | 39      | 9       | 27    | 97    | 33    | 7     | 110   | 136   | .323  | .432     | .557     | .988   | 328   | 8        | 9     | 0     | 8     | 10.2    |
| 2014           | LAA            | 23             | 157   | 705   | 602   | 115   | 173   | 39      | 9       | 36    | 111   | 16    | 2     | 83    | 184   | .287  | .377     | .561     | .939   | 338   | 6        | 10    | 0     | 10    | 8.3     |
| 2015           | LAA            | 24             | 159   | 682   | 575   | 104   | 172   | 32      | 6       | 41    | 90    | 11    | 7     | 92    | 158   | .299  | .402     | .590     | .991   | 339   | 11       | 10    | 0     | 5     | 9.3     |
| 2016           | LAA            | 25             | 159   | 681   | 549   | 123   | 173   | 32      | 5       | 29    | 100   | 30    | 7     | 116   | 137   | .315  | .441     | .550     | .991   | 302   | 5        | 11    | 0     | 5     | 9.7     |
| 2017           | LAA            | 26             | 114   | 507   | 402   | 92    | 123   | 25      | 3       | 33    | 72    | 22    | 4     | 94    | 90    | .306  | .442     | .629     | 1.071  | 253   | 8        | 7     | 0     | 4     | 6.9     |
| 2018           | LAA            | 27             | 140   | 608   | 471   | 101   | 147   | 24      | 4       | 39    | 79    | 24    | 2     | 122   | 124   | .312  | .460     | .628     | .1.088 | 296   | 5        | 10    | 0     | 4     | 9.8     |
| 2019           | LAA            | 28             | 134   | 600   | 470   | 110   | 137   | 27      | 2       | 45    | 104   | 11    | 2     | 120   | 120   | .291  | .438     | .645     | .1.083 | 303   | 5        | 16    | 0     | 4     | 8.6     |
| MLB 통산 : 9년 | MLB 통산 : 9년 | MLB 통산 : 9년 | 811   | 5273  | 4340  | 903   | 1324  | 251     | 46      | 285   | 752   | 200   | 36    | 803   | 1118  | .305  | .419     | .581     | 1.000  | 2522  | 57       | 81    | 0     | 48    | 73.4    |

- 시즌 기록 중 굵은 글씨는 해당 시즌 최고 기록